# Euroazjatycka Unia Gospodarcza
Euroazjatycka Unia Gospodarcza, EUG (ros. Евразийский экономический союз, biał. Еўразійскі эканамічны саюз, kaz. Еуразиялық экономикалық одақ, orm. Եվրասիական տնտեսական միություն, kir. Евразиялык экономикалык биримдик, ang. Eurasian Economic Union, EAEU) – unia gospodarcza powołana 29 maja 2014 przez trzy państwa założycielskie: Białoruś, Republikę Kazachstanu i Federację Rosyjską. Do unii dołączyły także Armenia (10 października 2014 roku) oraz Kirgistan (23 grudnia 2014 roku). Traktat powołujący do życia Unię przewiduje poszerzenie dotychczasowej unii celnej o swobodny przepływ kapitału, siły roboczej, towarów i usług. Unia jest w publicystyce często określana jako alternatywa dla Unii Europejskiej.

## Początki EUG
Niższa izba rosyjskiego parlamentu ratyfikowała traktat o powołaniu Unii 26 września 2014, natomiast izba wyższa zrobiła to 5 dni później (1 października). Tego samego dnia (1 października) projekt ustawy ratyfikującej traktat założycielski Unii przyjęła niższa izba parlamentu Kazachstanu (kazachski senat, czyli izba wyższa – przegłosował ustawę 9 października). Ówczesny prezydent Kazachstanu, Nursułtan Nazarbajew, podpisał akt przystąpienia tego kraju do Unii 14 października. Na Białorusi traktat został ratyfikowany przez parlament i podpisany przez prezydenta Łukaszenkę 9 października. Rząd Armenii przyjął projekt aktu przystąpienia tego kraju do Unii 2 października, zaś 10 października członkowie założyciele EUG podpisali dokument o przystąpieniu tego kraju do Unii. Wkrótce do tworzonej wspólnoty zdecydował się dołączyć także Kirgistan, co formalnie nastąpiło 23 grudnia 2014 w Moskwie na spotkaniu prezydentów wszystkich pięciu państw tworzących EUG (oficjalnie Kirgistan jest członkiem EUG od 12 sierpnia 2015). Ratyfikację umowy o przystąpieniu Kirgistanu do EUG opóźniał Kazachstan, który obawia się imigrantów zarobkowych i postrzega Kirgistan jako gospodarcze obciążenie dla organizacji.
Euroazjatycka Unia Gospodarcza, zgodnie z postanowieniami traktatu, rozpoczęła formalną oraz praktyczną działalność 1 stycznia 2015. Tego dnia zaczął obowiązywać swobodny przepływ pracowników między krajami EUG, rok później ma powstać wspólny rynek farmaceutyczny, w 2019 – energii elektrycznej, a w 2025 – ropy i gazu.

## Obszary współpracy państw członkowskich
Traktat założycielski Unii określa szereg kwestii dotyczących harmonizacji pomiędzy krajami członkowskimi, m.in. przepisów technicznych, handlu zagranicznego, wdrażania jednolitej taryfy celnej, środków ochrony rynków krajowych, regulacji rynków finansowych, polityki walutowej, spraw makroekonomicznych, współpracy w zakresie energii i transportu, ochrony własności intelektualnej, rolnictwa, przemysłu oraz budowania wspólnego rynku gazu ziemnego, ropy naftowej i produktów ropopochodnych, leków i wyrobów medycznych.

## Organy EUG
Zgodnie z postanowieniami traktatu założycielskiego organami Unii są: Najwyższa Euroazjatycka Rada Gospodarcza (składająca się z głów państw-członków Unii), Międzyrządowa Rada Euroazjatycka (złożona z szefów rządów), Euroazjatycka Komisja Gospodarcza oraz Trybunał Euroazjatyckiej Unii Gospodarczej. Językiem roboczym Unii jest język rosyjski, a walutą budżetu Unii – rubel rosyjski. Centrala Unii, według zapisów traktatu, ma siedzibę w Moskwie, Trybunał w białoruskim Mińsku, a służby finansowe Unii w kazachskim Ałmaty. Unia jest otwarta na poszerzenie o nowe kraje członkowskie, które podzielają jej cele i zasady działania.

## Państwa członkowskie

### Członkowie
- Rosja
- Białoruś
- Kazachstan
- Armenia
- Kirgistan

### Obserwatorzy
- Uzbekistan (od 2020)[14]

### Państwa w strefie wolnego handlu
- Wietnam[15]
- Iran[potrzebny przypis]
- Chiny[16]
- Serbia[17]
- Singapur[18]